# Ordres de bataille du Coastal Command (1939-1945)

Organisation du Coastal Command, 1939-1941.

Cet article donne les ordres de bataille du Coastal Command de la RAF au long de la Seconde Guerre mondiale sur le théâtre d'opérations européen.

## Au 3 septembre 1939

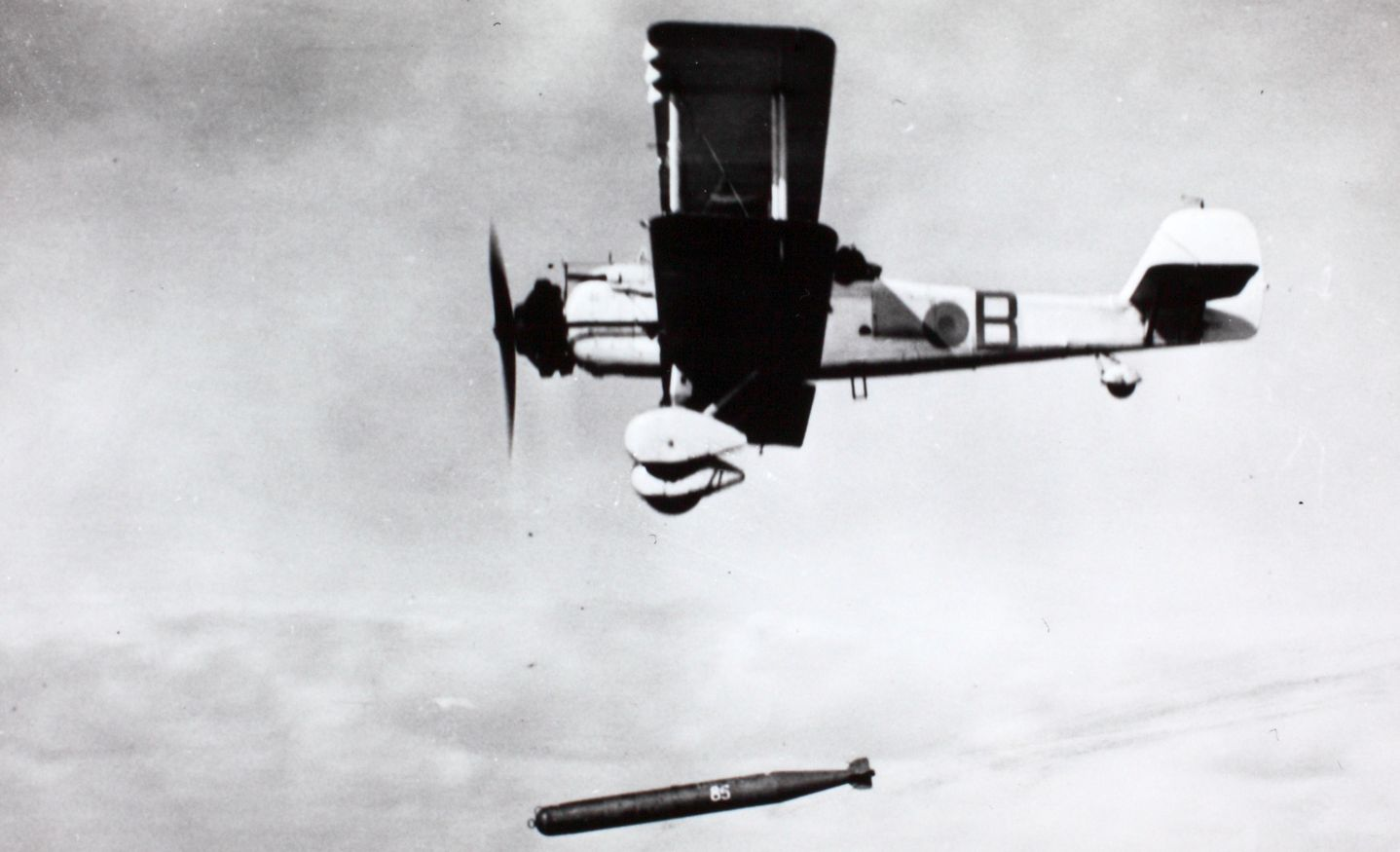
Vickers Vildebeest, avion torpilleur.

### 15eGroupe de la RAF

Liberator sur la base d'Aldergrove.

Sous le commandement de l'Air Commodore R.G. Parry.
| Escadrille    | Appareils        | Base RAF      |
| ------------- | ---------------- | ------------- |
| 204e          | Short Sunderland | Mount Batten  |
| 210e          | Short Sunderland | Pembroke Dock |
| 217e          | Avro Anson       | Warmwell      |
| 228e          | Short Sunderland | Pembroke Dock |
| 502e (Ulster) | Avro Anson       | Aldergrove    |

### 16eGroupe de la RAF

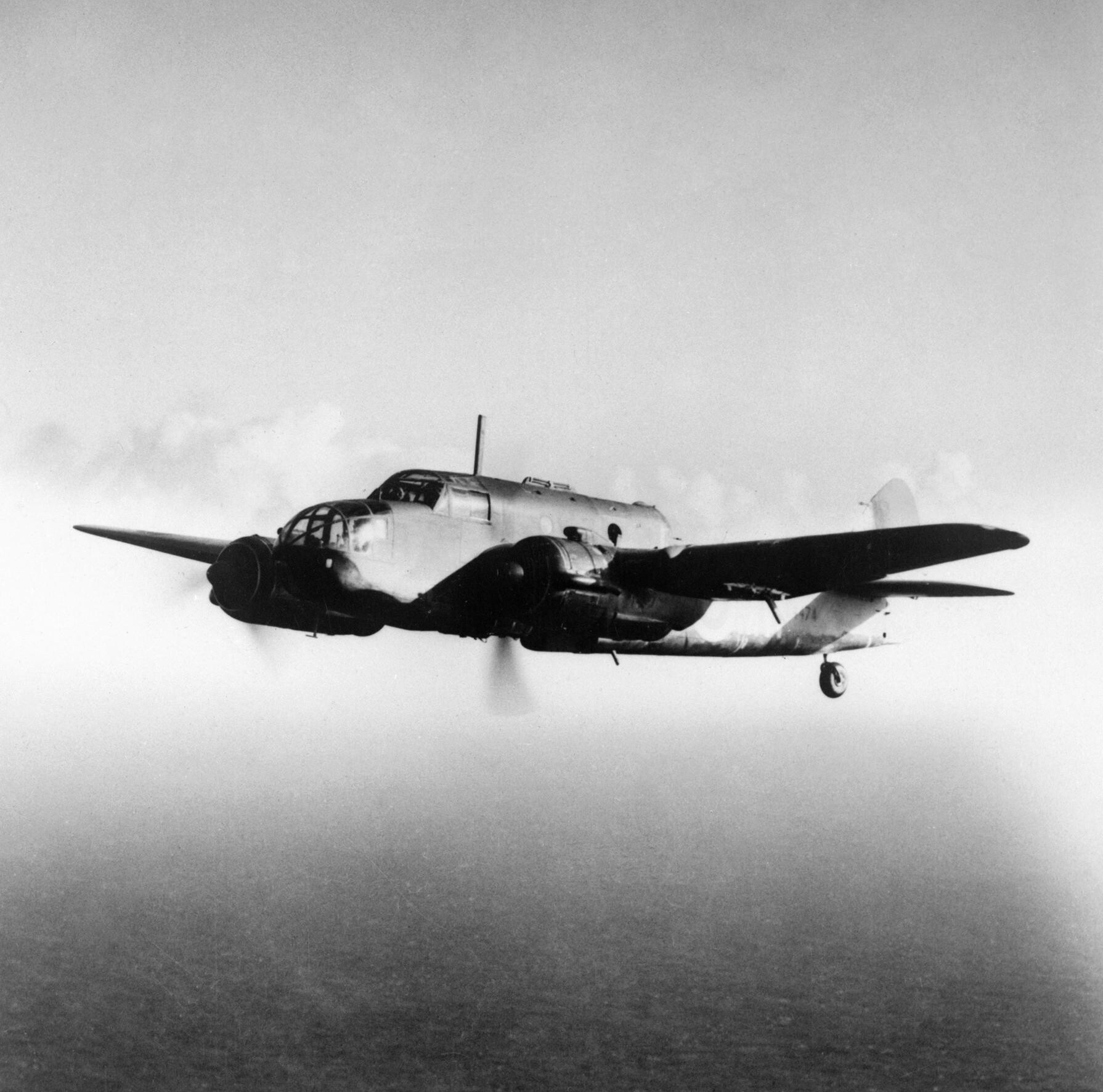
Bristol Beaufort.

Sous le commandement de l'Air Commodore R.L.G. Marix
| Escadrille           | Appareils          | Base RAF       |
| -------------------- | ------------------ | -------------- |
| 22e                  | Vickers Vildebeest | Thorney Island |
| 42e                  | Vickers Vildebeest | Bircham Newton |
| 48e                  | Avro Anson         | Thorney Island |
| 206e                 | Avro Anson         | Bircham Newton |
| 500e (Comté du Kent) | Avro Anson         | Detling        |

### 17eGroupe de la RAF
Sous le commandement de l'Air Commodore T.E.B. Howe,,. 
| Escadrille                              | Appareils  | Base RAF       |
| --------------------------------------- | ---------- | -------------- |
| Unité d'école de torpillage             | divers     | Gosport        |
| 2e « Anti-Aircraft Co-operation Unit »  | divers     | Gosport        |
| École de Reconnaissance générale        | Avro Anson | Thorney Island |
| Escadrille de formation pour hydravions | divers     | Calshot        |

### 18eGroupe de la RAF
Sous le commandement de l'Air Vice Marshal .D. Breese
| Escadrille              | Appareils             | Base RAF        |
| ----------------------- | --------------------- | --------------- |
| 201e                    | Saro London           | RAF Sullom Voe  |
| 209e                    | Supermarine Stranraer | RAF Invergordon |
| 220e                    | Avro Anson            | Thornaby (en)   |
| 224e                    | Lockheed Hudson       | Leuchars        |
| 233e                    | Lockheed Hudson       | Leuchars        |
| 240e                    | Saro London           | RAF Invergordon |
| 269e                    | Avro Anson            | Montrose        |
| 608e (North Riding)     | Avro Anson            | Thornaby (en)   |
| 612e (comté d'Aberdeen) | Avro Anson            | Dyce            |

## Au1ernovembre 1940

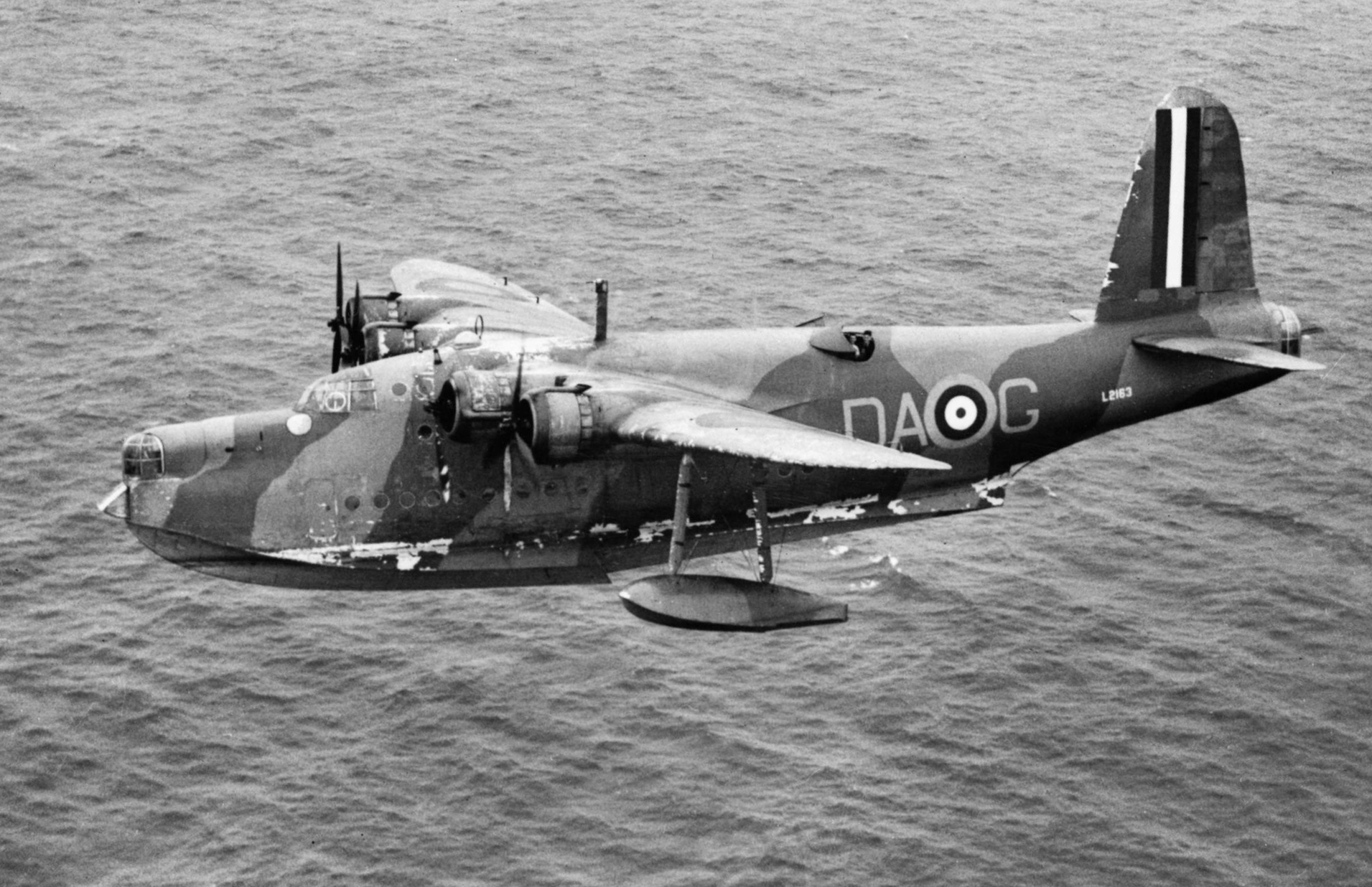
Short S.25 Sunderland Mk.I du 210 Squadron RAF au-dessus de l'Atlantique, escortant le convoi de troupes canadiennes 6 (TC.6) rentrant à Greenock (31 juillet 1940).

### 15eGroupe de la RAF
Sous le commandement de l'Air Commodore R.G. Parry
| Escadrille        | Appareils                                   | Base RAF             |
| ----------------- | ------------------------------------------- | -------------------- |
| 48e               | Avro Anson                                  | RAF Hooton Park (en) |
| 209e              | Saro Lerwick (en)                           | Pembroke Dock        |
| 217e              | Avro Anson/Bristol Beaufort                 | St Eval (en)         |
| 236e              | Bristol Blenheim                            | St Eval (en)         |
| 321e (hollandais) | Avro Anson                                  | Carew Cheriton (en)  |
| 502e (Ulster)     | Blackburn Botha/Armstrong Whitworth Whitley | Aldergrove           |
| 10e (RAAF)        | Short Sunderland                            | Pembroke Dock        |

### 16eGroupe de la RAF
Sous le commandement de l'Air Vice Marshal J.H.S. Tyssen
| Escadrille           | Appareils                  | Base RAF       |
| -------------------- | -------------------------- | -------------- |
| 22e                  | Bristol Beaufort           | North Coates   |
| 53e                  | Bristol Blenheim           | Detling        |
| 59e                  | Bristol Blenheim           | Thorney Island |
| 206e                 | Lockheed Hudson            | Bircham Newton |
| 220e                 | Lockheed Hudson            | Thornaby       |
| 235e                 | Bristol Blenheim           | Bircham Newton |
| 500e (comté du Kent) | Avro Anson                 | Detling        |
| 608e (North Riding)  | Avro Anson/Blackburn Botha | Thornaby       |

### 17eGroupe de la RAF
Sous le commandement de l'Air Commodore T.E.B. Howe
| Escadrille                                | Appareils                   | Base RAF     |
| ----------------------------------------- | --------------------------- | ------------ |
| Unité d'école de torpillage               | Bristol Beaufort            | Abbotsinch   |
| 2e OTU                                    | Bristol Blenheim/Avro Anson | Catfoss      |
| 3e OTU                                    | divers                      | Chivenor     |
| 1re « Coast Artillery Co-operation Unit » | Bristol Blenheim            | Detling      |
| 2e « Anti-Aircraft Co-operation Unit »    | divers                      | Gosport      |
| 1re OTU                                   | divers                      | Silloth      |
| 3e École de Reconnaissance générale       | Blackburn Botha             | Squires Gate |
| 4e OTU                                    | divers                      | Stranraer    |

### 18eGroupe de la RAF
Sous le commandement de l'Air Vice Marshal Charles Breese, CB, AFC
| Escadrille              | Appareils                  | Base RAF             |
| ----------------------- | -------------------------- | -------------------- |
| 42e                     | Bristol Beaufort           | Wick                 |
| 98e                     | Fairey Battle              | Kaldadarnes, Islande |
| 201e                    | Short Sunderland           | Sullom Voe           |
| 204e                    | Short Sunderland           | Sullom Voe           |
| 210e                    | Short Sunderland           | Oban                 |
| 224e                    | Lockheed Hudson            | Leuchars             |
| 233e                    | Lockheed Hudson            | Leuchars             |
| 240e                    | Supermarine Stranraer      | Stranraer            |
| 248e                    | Bristol Blenheim           | Dyce                 |
| 254e                    | Bristol Blenheim           | Dyce                 |
| 320e (hollandais)       | Avro Anson/Lockheed Hudson | Leuchars             |
| 612e (Comté d'Aberdeen) | Avro Anson                 | Dyce                 |

### 200eGroupe de la RAF

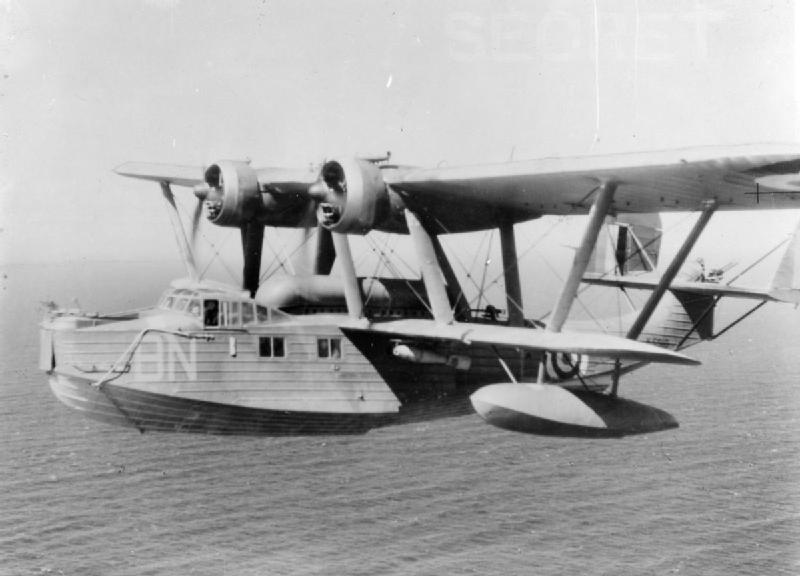
Saro London.

Sous le commandement du Group Captain A.D. Rogers
| Escadrille | Appareils                    | Base RAF  |
| ---------- | ---------------------------- | --------- |
| 202e       | Saro London/Fairey Swordfish | Gibraltar |

## Au 12 février 1942

Organisation du Coastal Command, 1941-1945.

### 15eGroupe de la RAF
Sous le commandement de l'Air Vice Marshal James Robb
| Escadrille               | Appareils                              | Base RAF        |
| ------------------------ | -------------------------------------- | --------------- |
| 53e                      | Lockheed Hudson                        | Limavady        |
| 120e                     | Consolidated Liberator                 | Nutts Corner    |
| 143e                     | Bristol Blenheim                       | Aldergrove      |
| 201e                     | Short Sunderland                       | Castle Archdale |
| 206e                     | Lockheed Hudson                        | Aldergrove      |
| 210e                     | Consolidated Catalina                  | Oban            |
| 220e                     | Boeing Fortress                        | Nutts Corner    |
| 228e                     | Short Sunderland                       | Stranraer       |
| 240e                     | Consolidated Catalina                  | Castle Archdale |
| 1402e Flight RAF (Meteo) | Supermarine Spitfire/Gloster Gladiator | Aldergrove      |
| 1405e Flight RAF (Meteo) | Bristol Blenheim/Lockheed Hudson       | Aldergrove      |

### 16eGroupe de la RAF
Sous le commandement de l'Air Commodore I.T. Lloyd
| Escadrille                                       | Appareils                             | Base RAF       |
| ------------------------------------------------ | ------------------------------------- | -------------- |
| 22e                                              | Bristol Beaufort                      | Thorney Island |
| 59e                                              | Lockheed Hudson                       | North Coates   |
| 217e                                             | Bristol Beaufort                      | Thorney Island |
| 233e                                             | Lockheed Hudson                       | Thorney Island |
| 248e                                             | Bristol Beaufighter                   | Bircham Newton |
| 279e                                             | Lockheed Hudson                       | Bircham Newton |
| 280e                                             | Avro Anson                            | Detling        |
| 407e (Demon) (RCAF)                              | Lockheed Hudson                       | North Coates   |
| 415e (Swordfish) (RCAF)                          | Handley Page Hampden/Bristol Beaufort | Thorney Island |
| 500e (Comté du Kent)                             | Lockheed Hudson                       | Bircham Newton |
| 502e (Ulster)                                    | Armstrong Whitworth Whitley           | Bircham Newton |
| 1401e Flight (Météo)                             | Bristol Blenheim                      | Bircham Newton |
| 1re Unité de Reconnaissance Photographique (PRU) | Supermarine Spitfire                  | Benson         |

### 17eGroupe de la RAF
Sous le commandement de l'Air Commodore H.G. Smart
| Escadrille                     | Appareils | Base RAF |
| ------------------------------ | --------- | -------- |
| Diverses unités d'entraînement | N/A       |          |

### 18eGroupe de la RAF
Sous le commandement de l'Air Vice Marshal A. Durston
| Escadrille               | Appareils             | Base RAF   |
| ------------------------ | --------------------- | ---------- |
| 42e                      | Bristol Beaufort      | Leuchars   |
| 48e                      | Lockheed Hudson       | Wick       |
| 235e                     | Bristol Beaufighter   | Dyce       |
| 320e (hollandais)        | Lockheed Hudson       | Leuchars   |
| 404e (Buffalo) (RCAF)    | Bristol Blenheim      | Sumburgh   |
| 413e (Tusker) (RCAF)     | Consolidated Catalina | Sullom Voe |
| 489e (RNZAF)             | Bristol Blenheim      | Leuchars   |
| 608e (North Riding)      | Lockheed Hudson       | Wick       |
| 1406e (Météo) Flight RAF | Bristol Blenheim      | Wick       |
| 1408e (Météo) Flight RAF | Lockheed Hudson       | Wick       |

### 19eGroupe de la RAF
Sous le commandement de l'Air Commodore G.R. Bromet
| Escadrille                                       | Appareils                   | Base RAF           |
| ------------------------------------------------ | --------------------------- | ------------------ |
| 22e                                              | Bristol Beaufort            | St Eval            |
| 86e                                              | Bristol Beaufort            | St Eval            |
| 209e                                             | Consolidated Catalina       | Pembroke Dock      |
| 217e                                             | Bristol Beaufort            | St Eval            |
| 224e                                             | Lockheed Hudson             | St Eval            |
| 254e                                             | Bristol Blenheim            | Carew Cheriton     |
| 502e (Ulster)                                    | Armstrong Whitworth Whitley | St Eval            |
| 10e (RAAF)                                       | Short Sunderland            | Mount Batten       |
| 1404e (Météo) Flight RAF                         | Lockheed Hudson             | St Eval            |
| 1417e Flight RAF (Essais du projecteur Leigh)    | Vickers Wellington          | Chivenor           |
| 1re Unité de Reconnaissance photographique (PRU) | Bristol Blenheim            | St Eval (B Flight) |

### AHQ Gibraltar

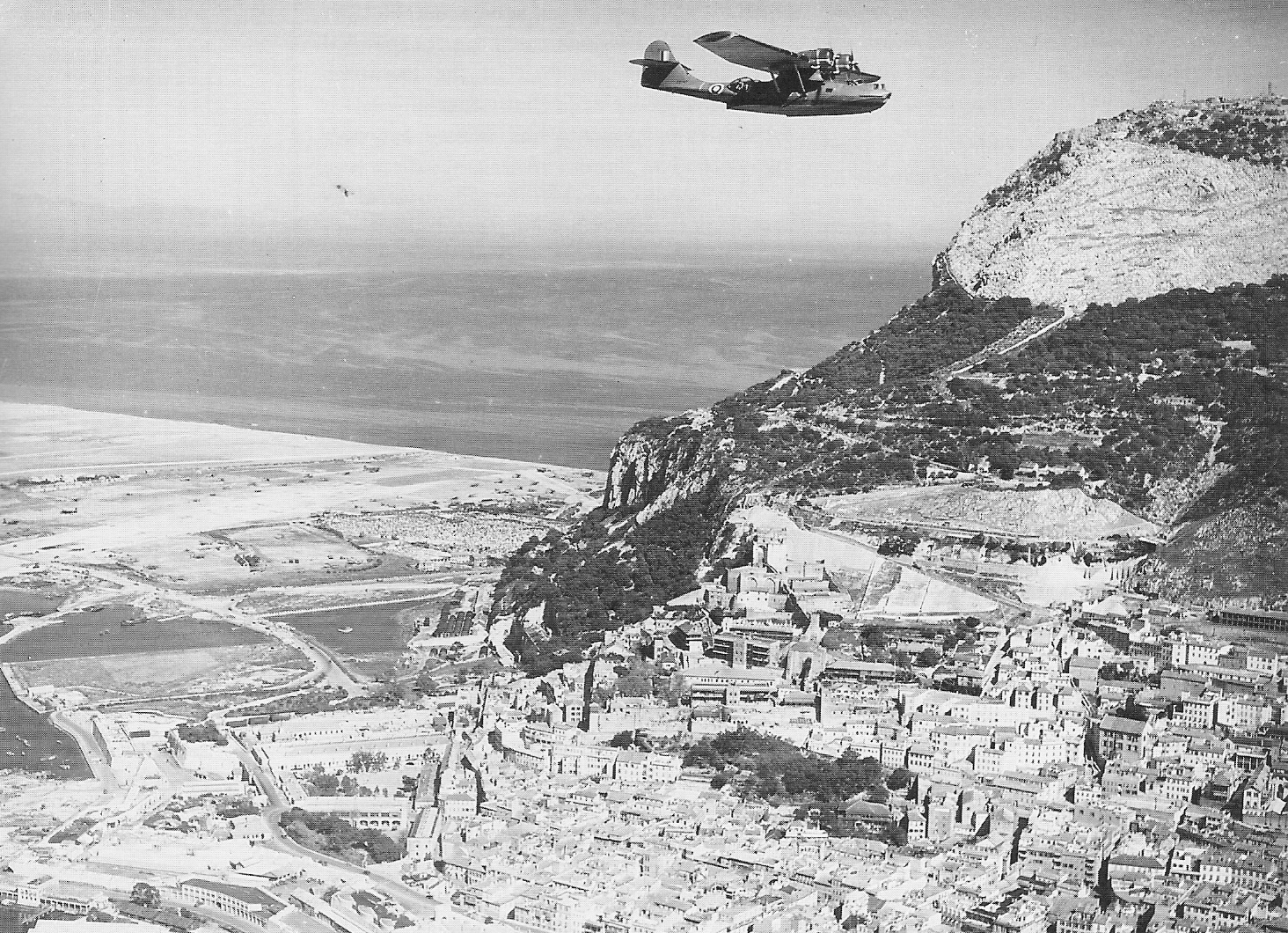
Un Catalina survole la face nord du Rocher en partant en patrouille (mars 1942).

Sous le commandement de l'Air Commodore S.P. Simpson
| Escadrille | Appareils                              | Base RAF  |
| ---------- | -------------------------------------- | --------- |
| 202e       | Short Sunderland/Consolidated Catalina | Gibraltar |

### AHQ Islande
Sous le commandement de l'Air Commodore W.H. Primrose
| Squadron                   | Type of Aircraft            | Station               |
| -------------------------- | --------------------------- | --------------------- |
| 269e                       | Lockheed Hudson             | Kaldadarnes, Islande) |
| 330e (RNoAF)               | Lockheed Hudson             | Reykjavik             |
| 612e (Comté d'Aberdeen)    | Armstrong Whitworth Whitley | Reykjavik             |
| 1407e Flight (Meteo) RAF   | Lockheed Hudson             | Reykjavik             |
| VP-73 (United States Navy) | Consolidated PBY Catalina   | Reykjavik             |

## Au 15 février 1943

### 15eGroupe de la RAF
Sous le commandement de l'Air Vice Marshal T.A. Langford-Sainsbury
| Escadrille                        | Appareils                                              | Base RAF        |
| --------------------------------- | ------------------------------------------------------ | --------------- |
| 120e                              | Consolidated Liberator                                 | Aldergrove      |
| 201e                              | Short Sunderland                                       | Castle Archdale |
| 206e                              | Boeing Fortress                                        | Benbecula       |
| 220e                              | Boeing Fortress                                        | Aldergrove      |
| 228e                              | Short Sunderland                                       | Castle Archdale |
| 246e                              | Short Sunderland                                       | Bowmore         |
| 407e (Demon) RCAF                 | Vickers Wellington                                     | Chivenor (en)   |
| 422e (RCAF)                       | Short Sunderland                                       | Bowmore         |
| 423e (RCAF)                       | Short Sunderland                                       | Castle Archdale |
| 1402e (Meteorological) Flight RAF | Gloster Gladiator/Supermarine Spitfire/Lockheed Hudson | Aldergrove      |

### 16eGroupe de la RAF
Sous le commandement de l'Air Vice Marshal B.E. Baker,
| Escadrille          | Appareils                                                  | Base RAF           |
| ------------------- | ---------------------------------------------------------- | ------------------ |
| 53e                 | Lockheed Hudson                                            | Docking (en)       |
| 86e                 | Consolidated Liberator                                     | Thorney Island     |
| 143e                | Bristol Beaufighter                                        | North Coates (en)  |
| 236e                | Bristol Beaufighter                                        | North Coates (en)  |
| 254e                | Bristol Beaufighter                                        | North Coates (en)  |
| 320e (hollandais)   | Lockheed Hudson                                            | Bircham Newton     |
| 407e (Demon) (RCAF) | Lockheed Hudson                                            | Docking (en)       |
| 521e (Météo)        | Supermarine Spitfire/de Havilland Mosquito/Lockheed Hudson | Bircham Newton     |
| 540e                | de Havilland Mosquito                                      | Benson (en)        |
| 541e                | Supermarine Spitfire                                       | Benson (en)        |
| 542e                | Supermarine Spitfire                                       | Benson (en)        |
| 543e                | Supermarine Spitfire                                       | Benson (en)        |
| 544e                | Vickers Wellington/Supermarine Spitfire                    | Benson (en)        |
| 833e (FAA)          | Fairey Swordfish                                           | RAF Thorney Island |
| 836e (FAA)          | Fairey Swordfish                                           | RAF Thorney Island |

### 17eGroupe de la RAF
Sous le commandement de l'Air Commodore H.G. Smart
| Escadrille                     | Appareils | Base RAF |
| ------------------------------ | --------- | -------- |
| Diverses unités d'entraînement | N/A       | Diverses |

### 18eGroupe de la RAF
Sous le commandement de l'Air Vice Marshal A.B. Ellwood
| Escadrille                        | Appareils                            | Base RAF        |
| --------------------------------- | ------------------------------------ | --------------- |
| 144e                              | Bristol Beaufighter                  | Leuchars        |
| 190e                              | Consolidated Catalina                | Sullom Voe      |
| 235e                              | Bristol Beaufighter                  | Leuchars        |
| 455e (RAAF)                       | Handley Page Hampden                 | Leuchars        |
| 489e (RNZAF)                      | Handley Page Hampden                 | Wick            |
| 540e                              | de Havilland Mosquito                | Leuchars        |
| 547e                              | Vickers Wellington                   | Tain            |
| 612e (comté d'Aberdeen)           | Armstrong Whitworth Whitley          | Wick            |
| 1406e (Meteorological) Flight RAF | Supermarine Spitfire/Lockheed Hudson | Wick            |
| 1408e (Meteorological) Flight RAF | Handley Page Hampden                 | Wick            |
| 1477e (norvégien) Flight RAF      | Consolidated Catalina                | Woodhaven, Fife |

### 19eGroupe de la RAF
Sous le commandement de l'Air Vice Marshal G.R. Bromet
| Escadrille                                                   | Appareils                                        | Base RAF            |
| ------------------------------------------------------------ | ------------------------------------------------ | ------------------- |
| 58e                                                          | Armstrong Whitworth Whitley/Handley Page Halifax | Holmsley South (en) |
| 59e                                                          | Boeing Fortress                                  | Chivenor (en)       |
| 119e                                                         | Consolidated Catalina                            | Pembroke Dock       |
| 172e                                                         | Vickers Wellington                               | Chivenor (en)       |
| 179e                                                         | Vickers Wellington                               | Skitten             |
| 210e                                                         | Consolidated Catalina                            | Pembroke Dock       |
| 224e                                                         | Consolidated Liberator                           | Beaulieu (en)       |
| 248e                                                         | Bristol Beaufighter                              | Predannack Down     |
| 304 Dywizjon Bombowy (en) (Forces aériennes polonaises (en)) | Vickers Wellington                               | Dale (en)           |
| 311e (tchécoslovaque)                                        | Vickers Wellington                               | Talbenny (en)       |
| 404e (Buffalo) (RCAF)                                        | Bristol Beaufighter                              | Chivenor (en)       |
| 405e (Vancouver) (RCAF)                                      | Handley Page Halifax                             | Beaulieu (en)       |
| 461e (RAAF)                                                  | Short Sunderland                                 | Hamworthy (en)      |
| 502e (Ulster)                                                | Armstrong Whitworth Whitley                      | St Eval (en)        |
| 543e                                                         | Supermarine Spitfire                             | St Eval (en)        |
| 1404e (Météo) Flight RAF                                     | Lockheed Hudson/Lockheed Ventura                 | St Eval (en)        |
| 10e OTU                                                      | Armstrong Whitworth Whitley                      | St Eval (en)        |
| 10e (RAAF)                                                   | Short Sunderland                                 | Mount Batten (en)   |
| 1re ASM USAAF                                                | Consolidated B-24 Liberator                      | St Eval (en)        |
| 2e ASM USAAF                                                 | Consolidated B-24 Liberator                      | St Eval (en)        |

### AHQ Gibraltar
Sous le commandement de l'Air Commodore S.P. Simpson
| Escadrille | Appareils             | Base RAF                |
| ---------- | --------------------- | ----------------------- |
| 48e        | Lockheed Hudson       | Gibraltar (North Front) |
| 179e       | Vickers Wellington    | Gibraltar (North Front) |
| 202e       | Consolidated Catalina | Gibraltar (Harbour)     |
| 210e       | Consolidated Catalina | Gibraltar (Harbour)     |
| 233e       | Lockheed Hudson       | Gibraltar (North Front) |
| 544e       | Supermarine Spitfire  | Gibraltar (North Front) |

### AHQ Islande
Sous le commandement de l'Air Commodore K.B. Lloyd
| Escadrille               | Appareils                 | Base RAF  |
| ------------------------ | ------------------------- | --------- |
| 120e                     | Consolidated Liberator    | Reykjavik |
| 269e                     | Lockheed Hudson           | Reykjavik |
| 330e (RNoAF)             | Northrop N-3              | Reykjavik |
| 1407e (Météo) Flight RAF | Lockheed Hudson           | Reykjavik |
| VPB-84 U.S. Navy         | Consolidated PBY Catalina | Reykjavik |

## Au 6 juin 1944

### 15eGroupe de la RAF
Sous le commandement de l'Air Vice Marshal Sir Leonard Slatter
| Escadrille               | Appareils                              | Base RAF        |
| ------------------------ | -------------------------------------- | --------------- |
| 59e                      | Consolidated Liberator                 | Ballykelly      |
| 120e                     | Consolidated Liberator                 | Ballykelly      |
| 281e                     | Vickers Warwick (ASR)                  | Tiree           |
| 422e (RCAF)              | Short Sunderland                       | Castle Archdale |
| 423e (RCAF)              | Short Sunderland                       | Castle Archdale |
| 518e                     | Handley Page Halifax (Météo)           | Tiree           |
| 1402e (Météo) Flight RAF | Gloster Gladiator/Supermarine Spitfire | Aldergrove      |

### 16eGroupe de la RAF
Sous le commandement de l'Air Vice Marshal F.L. Hopps
| Escadrille                     | Appareils                          | Base RAF                  |
| ------------------------------ | ---------------------------------- | ------------------------- |
| 143e                           | Bristol Beaufighter                | Manston                   |
| 236e                           | Bristol Beaufighter                | North Coates              |
| 254e                           | Bristol Beaufighter                | North Coates              |
| 279e                           | Lockheed Hudson (ASR)              | Bircham Newton            |
| 280e                           | Vickers Warwick (ASR)              | Strubby (Det. à Thornaby) |
| 415e (Swordfish) Squadron RCAF | Lockheed Hudson                    | Bircham Newton            |
| 455e (RAAF)                    | Bristol Beaufighter                | Langham                   |
| 489e (RNZAF)                   | Bristol Beaufighter                | Langham                   |
| 521e (Météo)                   | Lockheed Ventura/Gloster Gladiator | Docking                   |
| 819e Naval Air Squadron (FAA)  | Fairey Swordfish                   | Manston                   |
| 848e Naval Air Squadron (FAA)  | Grumman Avenger                    | Manston                   |
| 854e Naval Air Squadron (FAA)  | Grumman Avenger                    | Hawkinge                  |
| 855e Naval Air Squadron (FAA)  | Grumman Avenger                    | Hawkinge                  |
| 1401e (Météo) Flight RAF       | Supermarine Spitfire               | Manston                   |

### 17eGroupe de la RAF
Sous le commandement de l'Air Commodore H.G. Smart,
| Escadrille                      | Appareils                      | Base RAF |
| ------------------------------- | ------------------------------ | -------- |
| 1674e Heavy Conversion Unit RAF | diverses unités d'entraînement | N/A      |

### 18eGroupe de la RAF
Sous le commandement de l'Air Vice Marshal S.P. Simpson
| Escadrille                                    | Appareils                                   | Base RAF                                  |
| --------------------------------------------- | ------------------------------------------- | ----------------------------------------- |
| 86e                                           | Consolidated Liberator                      | Tain                                      |
| 210e                                          | Consolidated Catalina                       | Sullom Voe                                |
| 281e                                          | Vickers Warwick (ASR)                       | Great Orton/Wick/Sumburgh (Détachements.) |
| 330e                                          | Short Sunderland                            | Sullom Voe                                |
| 333e                                          | de Havilland Mosquito/Consolidated Catalina | Sumburgh/Leuchars/Woodhaven, Fife         |
| 521e (Météo)                                  | Lockheed Ventura/Supermarine Spitfire       | Skitten                                   |
| 1693e Flight RAF (« General Reconnaissance ») | Avro Anson                                  | Wick                                      |

### 19eGroupe de la RAF
Sous le commandement de l'Air Vice Marshal B.E. Baker
| Escadrille                                                   | Appareils              | Base RAF            |
| ------------------------------------------------------------ | ---------------------- | ------------------- |
| 53e                                                          | Consolidated Liberator | St Eval (en)        |
| 58e                                                          | Handley Page Halifax   | RAF St David's (en) |
| 144e                                                         | Bristol Beaufighter    | Davidstow Moor (en) |
| 172e                                                         | Vickers Wellington     | Chivenor (en)       |
| 179e                                                         | Vickers Wellington     | Predannack          |
| 201e                                                         | Short Sunderland       | Pembroke Dock       |
| 206e                                                         | Consolidated Liberator | St Eval (en)        |
| 224e                                                         | Consolidated Liberator | St Eval (en)        |
| 228e                                                         | Short Sunderland       | Pembroke Dock       |
| 235e                                                         | Bristol Beaufighter    | Portreath           |
| 248e                                                         | de Havilland Mosquito  | Portreath           |
| 282e                                                         | Vickers Warwick (ASR)  | Davidstow Moor (en) |
| 304 Dywizjon Bombowy (en) (Forces aériennes polonaises (en)) | Vickers Wellington     | Chivenor (en)       |
| 311e (Tchèque)                                               | Consolidated Liberator | RAF Predannack      |
| 404e (Buffalo) (RCAF)                                        | Bristol Beaufighter    | Davidstow Moor (en) |
| 407e (Demon) (RCAF)                                          | Vickers Wellington     | Chivenor (en)       |
| 461e (RAAF)                                                  | Short Sunderland       | Pembroke Dock       |
| 502e (Ulster)                                                | Handley Page Halifax   | RAF St David's (en) |
| 517e (Météo)                                                 | Handley Page Halifax   | Brawdy              |
| 524e                                                         | Vickers Wellington     | Davidstow Moor (en) |
| 547e                                                         | Consolidated Liberator | St Eval (en)        |
| 612e (comté d'Aberdeen)                                      | Vickers Wellington     | Chivenor (en)       |
| 10e (RAAF)                                                   | Short Sunderland       | Mount Batten (en)   |
| 816e (FAA)                                                   | Fairey Swordfish       | Perranporth (en)    |
| 838e (FAA)                                                   | Fairey Swordfish       | Harrowbeer (en)     |
| 849e (FAA)                                                   | Grumman Avenger        | Perranporth (en)    |
| 850e (FAA)                                                   | Grumman Avenger        | Perranporth (en)    |
| VPB-103 (US Navy)                                            | PB4Y-1 Privateer       | Dunkeswell (en)     |
| VPB-105 (US Navy)                                            | PB4Y-1 Privateer       | Dunkeswell (en)     |
| VPB-110 (US Navy)                                            | PB4Y-1 Privateer       | Dunkeswell (en)     |
| VP-26 (US Navy)                                              | PB4Y-1 Privateer       | Dunkeswell (en)     |

### 106eGroupe de la RAF
Sous le commandement de l'Air Commodore J.N. Boothman
| Escadrille | Appareils             | Base RAF    |
| ---------- | --------------------- | ----------- |
| 540e       | de Havilland Mosquito | Benson (en) |
| 541e       | Supermarine Spitfire  | Benson (en) |
| 542e       | Supermarine Spitfire  | Benson (en) |
| 544e       | de Havilland Mosquito | Benson (en) |

### 247eGroupe de la RAF
Sous le commandement de l'Air Vice Marshal G.R. Bromet
| Escadrille | Appareils                                               | Base RAF           |
| ---------- | ------------------------------------------------------- | ------------------ |
| 220e       | Boeing B-17 Flying Fortress                             | RAF Lagens, Açores |
| 269e       | Lockheed Hudson/Supermarine Walrus/Supermarine Spitfire | RAF Lagens, Açores |

### AHQ Gibraltar
Sous le commandement de l'Air Vice Marshal W. Elliott
| Escadrille | Appareils                                    | Base RAF                |
| ---------- | -------------------------------------------- | ----------------------- |
| 202e       | Consolidated Catalina                        | Gibraltar (New Camp)    |
| 520e       | Handley Page Halifax/Gloster Gladiator (Met) | Gibraltar (North Front) |

### AHQ Islande
Sous le commandement de l'Air Commodore C.G. Wigglesworth
| Escadrille               | Appareils          | Base RAF                |
| ------------------------ | ------------------ | ----------------------- |
| 162e (RCAF)              | Consolidated Canso | Skerja Fjord, Reykjavik |
| 1407e (Météo) Flight RAF | Lockheed Hudson    | Reykjavik               |